# Über den Zwischenkiefer der Menschen und der Tiere
Über den Zwischenkiefer der Menschen und der Tiere ist eine naturwissenschaftliche Abhandlung von Johann Wolfgang von Goethe. In dieser konnte Goethe nachweisen, dass der Zwischenkiefer (Os intermaxillare) nicht nur bei den Tieren, sondern auch beim Menschen vorhanden sei. Damit entfiel der angeblich fehlende Knochen als Unterscheidungsmerkmal zwischen Menschen und Affen.

## Inhalt
Die Handschrift besteht aus dem Text sowie fünf Tafeln, worauf Schädelknochen und Schädelknochenfragmente von diversen Tieren und Menschen abgebildet sind.
In dem Text geht Goethe darauf ein, dass der Zwischenkieferknochen zwar schon bei den Alten bekannt gewesen sei, bislang aber als Unterscheidung zwischen Mensch und Affe galt, da der Mensch diesen nicht hätte. Zunächst beschreibt er dann den Knochen bei den Tieren, der aufgrund der verschiedenen Nahrungsgewohnheiten unterschiedlich ausgeprägt sei. Mit Hilfe des Anatomen Justus Christian Loder erstellte er dann eine Auflistung der lateinischen Bezeichnungen.
Anschließend beschreibt er die einzelnen Tafeln. Auf diesen sind die Knochen der folgenden Tiere dargestellt:
- Tafel I: Ochse, Reh, Kamel
- Tafel II: Pferd, Babirussa
- Tafel III: Löwe, Eisbär, Wolf
- Tafel IV: Walross
- Tafel V: Affe, Mensch

Weiter vergleicht er nun die verschiedenen Ausprägungen des Zwischenkiefers und kommt zu dem Schluss, dass dieser überall (auch beim Menschen) vorhanden, wenn er auch beim Menschen deutlich verwachsener sei. Am besten sei er beim Embryo zu erkennen.

## Veröffentlichungen
Die eigentliche Handschrift wurde im März 1784 erstellt. Diese wurde 1786 veröffentlicht. 1820 wird der Text (ohne die Tafeln) unter dem Titel „Dem Menschen wie den Tieren ist ein Zwischenknochen der obern Kinnlade zuzuschreiben“ in den Heften „Zur Morphologie“ wieder publiziert. 1831 ist der Text mit den Tafeln in den „Verhandlungen der Kaiserlich Leopoldinisch-Carolinischen Akademie der Naturforscher“ abgedruckt.

## Hintergrund
Goethe hatte schon länger die Vermutung, dass der Zwischenkieferknochen auch beim Menschen existiere. Gemeinsam mit Loder konnte er am 27. März 1784 im Anatomieturm in Jena den Knochen beim menschlichen Embryo nachweisen. Dieses schrieb er auch sogleich Johann Gottfried Herder:

„Ich habe gefunden — weder Gold noch Silber, aber was mir eine unsägliche Freude macht – das os intermaxillare am Menschen!“

Am 17. November 1784 sandte er die Abhandlung an Karl Ludwig von Knebel, um seine Meinung dazu einzuholen.
Nach der Veröffentlichung gab es Zustimmung, aber auch Kritik an der Arbeit. Erst 1831 wird diese dann wissenschaftlich anerkannt und von der Leopoldinisch-Carolinische Akademie gedruckt.
Goethe war vermutlich nicht bekannt, dass der Knochen zuvor schon mehrfach beschrieben worden war, zuletzt 1780 durch den französischen Arzt Félix Vicq d’Azyr.